# Pilocarpus jaborandi
Pilocarpus jaborandi (Holmes, 1892) è un arbusto della famiglia delle Rutacee, originario del nord-est del Brasile (Pernambuco, Ceará).

## Proprietà officinali
Sotto il nome di jaborandi viene distribuita la droga estratta da questa e altre specie di Pilocarpus, soprattutto Pilocarpus pennatifolius.
Rimandiamo a quest'ultimo per la descrizione delle proprietà della droga.